# Ополе (област)
Вижте пояснителната страница за други значения на Ополе.
Ополе (тъй като в местния диалект л е палатализиран звук, се среща и изписването Ополие, както и днес неправилното Ополье, на албански: Opoja; на сръбски: Опоље или Opolje) е историко-географска област, разположена в южната част на Косово, между историко–географската област Гора и град Призрен. В периода 1991 – 1999 г. има статут на отделна община, в окръг Призрен. След администрирането на Косово от ЮНМИК е обединена заедно с Гора в нова община Драгаш (Шар). Това административно окрупняване не се признава от Сърбия.

## Населени места в Ополе
| - Белоброд - Бляч - Брезна - Бродосавце - Брут - Бузец | - Буче - Заплуже - Згатаре - Зюм - Зързе - Капра | - Косовце - Куклибег - Куковце - Плава - Плайник - Ренце - Шайновце |